# Jack Hughes
Jack Hughes (* 14. května 2001) je americký hokejový útočník hrající za New Jersey Devils. Hughes byl vybrán jako jednička draftu NHL 2019.

## Hráčská kariéra

### Mládežnická kariéra
Zatímco hrál za Mississauga Rebels v GTHL, požádal Hughes o výjimečné povolení odejít do Canadian Hockey League o rok dříve.
Po tom co jeho žádost byla zamítnuta, odehrál svůj poslední rok za Toronto Marlboros, kde nasbíral 159 bodů.
Po skončení v Marlboros byl Hughes draftován celkově 8. týmem Mississauga Steelheads v OHL i přes své závazky vůči U.S. NTDP. Hughes své povinnosti dodržel a za U.S. NTDP odehrál ročník 2017/18. Pendlováním mezi týmy U17 a U18, posbíral 116 bodů, málem pokořil rekord Austona Matthewse Za své výkony v této sezoně, Hughes byl oceněn cenou Dave Tyler Junior Player of the Year Award jako nejlepší americký junior.
V sezoně 2018/19 pokořil Hughes všechny rekordy amerického juniorského týmu, které držel Clayton Keller. Při výhře 12:4 proti týmu Green Bay Gamblers 15. března 2019, zaznamenal 5 bodů, díky kterým se dostal celkově na 190. Ve stejném zápase, týmový kolega Cole Caufield pokořil rekord amerického juniorského týmu za nejvíce gólů v jednom zápase.

### New Jersey Devils
Dne 21. června 2019 byl Hughes vybrán jedničkou draftu NHL 2019 týmem New Jersey Devils. 12. července podepsal s „Ďábli“ tříletý nováčkovský kontrakt. Svůj první bod v NHL si za asistenci Hughes připsal 17. října 2019 v zápase proti New York Rangers. Díky této asistenci se stal v rámci organizace třetím nejmladším hráčem historie, který zapsal bod. O dva dny později vstřelil svůj první gól v NHL, při výhře 1:0 proti Vancouveru Canucks.
30. listopadu 2021 podepsal Hughes osmiletý kontrakt s Devils, díky kterému si vydělá 64 milionů dolarů.  Následující sezona byla pro Hughese průlomová. I přes 7 zápasů, které v říjnu neodehrál kvůli vykloubenému ramenu byl poprvé v kariéře vybrán na event NHL All-Star Game.  V této sezoně stanovil svoje osobní maximum, když ve 49 zápasech nasbíral 26 gólů a 30 asistencí.

### Reprezentační kariéra
Na Mistrovství světa v ledním hokeji do 18 let 2018 Hughes obdržel cenu za nejlepšího hráče turnaje a nominován do All-star týmu, a také oceněn jako nejlepší hráč turnaje. Byl také nejlepší v kanadském bodování turnaje, když získal 12 bodů v 7 zápasech.
Dne 29. listopadu 2018 Hughes byl nominován na Mistrovství světa juniorů v ledním hokeji 2019 po boku svého bratra Quinna. Hughes neodehrál první tři utkáni z důvodu zranění, ale poté se vrátil do sestavy a pomohl porazit Českou republiku. Při svém návratu nahrál na gól Noaha Catese. Hughes dokončil turnaj se čtyřmi asistencemi, ale USA podlehly ve finále Finsku. Na Mistrovství světa v ledním hokeji do 18 let 2019 získal s USA bronz. Také překonal rekord Alexandera Ovečkina v počtu gólů.
Dne 1. května 2019 byl nominován do seniorské reprezentace USA znovu po boku svého bratra na turnaj v Bratislavě. Ve věku 17 let se stal nejmladším hráčem, který nastoupil za USA na Mistrovství světa.

## Ocenění a úspěchy
- 2022 NHL – All-Star Game
- 2023 NHL – All-Star Game
- 2024 NHL – All-Star Game (pouze nominován, do utkání hvězd nenastoupil)

## Prvenství
- Debut v NHL – 4. října 2019 (New Jersey Devils proti Winnipeg Jets)
- První asistence v NHL – 17. října 2019 (New Jersey Devils proti New York Rangers)
- První gól v NHL – 19. října 2019 (New Jersey Devils proti Vancouver Canucks, americkému brankáři Thatcher Demko)
- První hattrick v NHL – 26. listopadu 2022 (New Jersey Devils proti Washington Capitals)

## Statistiky

### Klubové statistiky
| Sezóna      | Klub               | Soutěž      |     | Základní část | Základní část | Základní část | Základní část | Základní část |   | Play off | Play off | Play off | Play off | Play off |
| Sezóna      | Klub               | Soutěž      | Z   | G             | A             | B             | TM            | Z             | G | A        | B        | TM       |          |          |
| 2016/17     | Toronto Marlboros  | GTMMHL      | 33  | 23            | 50            | 73            | 4             | —             | — | —        | —        | —        |          |          |
| 2016/17     | Georgetown Raiders | OJHL        | —   | —             | —             | —             | —             | 9             | 1 | 2        | 3        | 2        |          |          |
| 2017/18     | U.S. NTDP          | USHL        | 27  | 21            | 33            | 54            | 10            | —             | — | —        | —        | —        |          |          |
| 2017/18     | U.S. NTDP U17      | USDP        | 24  | 13            | 35            | 48            | 10            | —             | — | —        | —        | —        |          |          |
| 2017/18     | U.S. NTDP U18      | USDP        | 36  | 27            | 41            | 68            | 6             | —             | — | —        | —        | —        |          |          |
| 2018/19     | U.S. NTDP          | USHL        | 24  | 12            | 36            | 48            | 4             | —             | — | —        | —        | —        |          |          |
| 2018/19     | U.S. NTDP U18      | USDP        | 50  | 34            | 78            | 112           | 28            | —             | — | —        | —        | —        |          |          |
| 2019/20     | New Jersey Devils  | NHL         | 61  | 7             | 14            | 21            | 10            | —             | — | —        | —        | —        |          |          |
| 2020/21     | New Jersey Devils  | NHL         | 56  | 11            | 20            | 31            | 16            | —             | — | —        | —        | —        |          |          |
| 2021/22     | New Jersey Devils  | NHL         | 49  | 26            | 30            | 56            | 0             | —             | — | —        | —        | —        |          |          |
| 2022/23     | New Jersey Devils  | NHL         | 78  | 43            | 56            | 99            | 6             | 12            | 6 | 5        | 11       | 2        |          |          |
| 2023/24     | New Jersey Devils  | NHL         | 62  | 27            | 47            | 74            | 12            | —             | — | —        | —        | —        |          |          |
| NHL celkově | NHL celkově        | NHL celkově | 306 | 114           | 167           | 281           | 44            | 12            | 6 | 5        | 11       | 2        |          |          |

## Reprezentace
| Rok             | Tým             | Soutěž          | Z  | G  | A  | B  | TM |
| --------------- | --------------- | --------------- | -- | -- | -- | -- | -- |
| 2017            | USA 17          | WHC-17          | 6  | 5  | 10 | 15 | 2  |
| 2018            | USA 18          | MS-18           | 7  | 5  | 7  | 12 | 2  |
| 2019            | USA 20          | MSJ             | 4  | 0  | 4  | 4  | 0  |
| 2019            | USA 18          | MS-18           | 7  | 9  | 11 | 20 | 8  |
| 2019            | USA             | MS              | 7  | 0  | 3  | 3  | 0  |
| Junioři celkově | Junioři celkově | Junioři celkově | 24 | 19 | 32 | 51 | 12 |
| Senioři celkově | Senioři celkově | Senioři celkově | 7  | 0  | 3  | 3  | 0  |